# میان (مجموعه تلویزیونی)
میان (انگلیسی: Between) یک سریال کانادایی است.